# WFV-Pokal 2013/14
Der WFV-Pokal 2013/14 war die 62. Ausgabe des WFV-Pokals als höchstem Pokalwettbewerb des Württembergischen Fußballverbands. Der seinerzeitige Drittligist 1. FC Heidenheim verteidigte seinen Titel mit einem 4:2-Endspielerfolg über die Stuttgarter Kickers. Mit dem Gewinn des WFV-Pokals qualifizierte sich der Klub für den DFB-Pokal 2014/15.
Der Titelgewinn war der sechste Pokalsieg in der Geschichte des 1. FC Heidenheim, der in den sechs Vorjahren jeweils mindestens das Halbfinale erreicht hatte. Mit dem Aufstieg in die 2. Bundesliga im selben Jahr war der Verein in der Folge nicht mehr teilnahmeberechtigt. Der Regionalligist Stuttgarter Kickers verpasste bei seiner vierten Finalteilnahme den dritten Titelgewinn nach 2005 bzw. 2006.
Die ersten drei Runden des Pokalwettbewerbs wurden in vier regionalen Gruppen ausgetragen. Ab dem Achtelfinale wurde verbandsweit gespielt.

## Achtelfinale
|                     | Ergebnis              |                         |
| ------------------- | --------------------- | ----------------------- |
| FC Wangen 05        | 0:1                   | Stuttgarter Kickers     |
| SV Ebnat            | 1:2                   | TSV Ilshofen            |
| TSV Heimerdingen    | 4:3                   | SV Böblingen            |
| FV Ravensburg II    | 0:0 n. V. (3:2 i. E.) | VfL Brackenheim         |
| SV Nehren           | 1:4                   | 1. FC Heidenheim        |
| SV Zimmern          | 0:3                   | SV Bonlanden            |
| FV Olympia Laupheim | 2:2 n. V. (2:4 i. E.) | SSV Ulm 1846            |
| SC Geislingen       | 2:3                   | SG Sonnenhof Großaspach |

* Klassentiefere Mannschaften genießen Heimrecht

## Viertelfinale
|                  | Ergebnis  |                         |
| ---------------- | --------- | ----------------------- |
| TSV Heimerdingen | 0:3       | Stuttgarter Kickers     |
| FV Ravensburg II | 3:5 n. V. | SG Sonnenhof Großaspach |
| TSV Ilshofen     | 0:2       | SSV Ulm 1846            |
| 1. FC Heidenheim | 3:0       | SV Bonlanden            |

* Klassentiefere Mannschaften genießen Heimrecht

## Halbfinale
|                         | Ergebnis |                     |
| ----------------------- | -------- | ------------------- |
| SSV Ulm 1846            | 0:2      | 1. FC Heidenheim    |
| SG Sonnenhof Großaspach | 0:2      | Stuttgarter Kickers |

* Klassentiefere Mannschaften genießen Heimrecht

## Finale
| Paarung             | 1. FC Heidenheim – Stuttgarter Kickers |
| Ergebnis            | 4:2 (1:1) |
| Datum               | 7. Mai 2014 |
| Stadion             | ComTech Arena, Aspach |
| Zuschauer           | 2.500 |
| Schiedsrichter      | Florian Steinberg |
| Tore                | 1:0 Niederlechner (5.), 1:1 Baumgärtel (35.), 2:1 Niederlechner (51.), 2:2 Müller (56.), 3:2 Thurk (59.), 4:2 Endres (90.+1') |
| 1. FC Heidenheim    | Rouven Sattelmaier – Dennis Malura (58. Robert Strauß), Tim Göhlert, Mathias Wittek, Philip Heise – Sebastian Griesbeck, Marcel Titsch-Rivero – Alper Bagceci (72. Sven Sökler), Marc Schnatterer (90. Marc Endres) – Florian Niederlechner (88. Michael Deutsche), Michael Thurk (62. Smail Morabit) |
| Stuttgarter Kickers | Mark Redl – Patrick Auracher (73. Shkëmb Miftari), Royal-Dominique Fennell, Marc Stein, Fabian Baumgärtel – Sandrino Braun, Vincenzo Marchese – Andreas Ivan (56. Randy Edwini-Bonsu), Gerrit Müller (71. Lhadji Badiane), Marco Calamita – Elia Soriano                                              |